# Halocnemum strobilaceum
Halocnemum strobilaceum là loài thực vật có hoa thuộc họ Dền. Loài này được (Pall.) M.Bieb. mô tả khoa học đầu tiên năm 1819. Đây là loài bản địa của vùng bờ biển Địa Trung Hải và biển Đỏ, một phần Trung Đông và Trung Á.